# サム・ナン
サミュエル・オーガスタス・ナン・ジュニア（Samuel Augustus Nunn, Jr., 1938年9月8日 - ) は、アメリカ合衆国の政治家、法律家。現在は核脅威イニシアティブ(Nuclear Threat Initiative, NTI) の共同議長および最高経営責任者を務める。
1972年から97年まで民主党のジョージア州選出上院議員として24年間職を務める。2004年アメリカ合衆国大統領選挙ではジョン・ケリーの伴走候補者に名前が上った。現在はバラク・オバマ大統領の非公式アドバイザーでもある。

## 生い立ち
ナンはジョージア州メイコンに生まれる。近くのペリーで成長した。ナンは下院議員のカール・ヴィンソンの外甥であった。
ナンはイーグルスカウトであり、アメリカ合衆国ボーイスカウトより Distinguished Eagle Scout Award を受章している。高校では際立った運動選手で、バスケットボール部のキャプテンを務めた。
1956年、ジョージア工科大学に入学する。同校ではファイ・デルタ・シータに加わった。翌年エモリー大学に転籍し、1960年に学位を授与された。1962年にはエモリー大学法科学校からの学位を受ける。アメリカ沿岸警備隊に加わり現役勤務した後、6年間沿岸警備隊予備役として勤務し、短期間議会職員として勤務した。
ナンはペリーに戻り弁護士を開業し、自宅の農場を経営した。その後ペリー商工会議所の会頭となる。
1989年、ナンが1964年に酒酔い運転で事故を起こしたことが伝えられた。このレポートは元上院議員のジョン・タワーが国防長官候補として挙げられた際の公聴会で報告された。ナンはタワーが飲酒問題があるとして、タワーの国防長官就任に反対していた。2005年ベンジャミン・フランクリン・メダル受賞。

## 参照
1. ↑  Townley, Alvin (2006-12-26). Legacy of Honor: The Values and Influence of America's Eagle Scouts. New York: St. Martin's Press. pp. 121–122. ISBN 0-312-36653-1 2006年12月29日閲覧。
2. ↑  “Distinguished Eagle Scouts”.   Scouting.org. 2010年11月4日閲覧。
3. ↑  New York Times, 1/4/87
4. 1 2 3  “A Conversation With Sam Nunn”. Georgia Tech Alumni Magazine Online (Georgia Tech Alumni Association). (Spring 1990).  オリジナルの2005年10月28日時点におけるアーカイブ。 2007年3月6日閲覧。
5. ↑  Nunn Admits Being Drunk In '64 Crash, Atlanta Journal Constitution, Retrieved July 22, 2008